# 矢野裕
矢野 裕（やの ゆたか、1946年〈昭和21年〉11月1日 - ）は、日本の政治家。東京都狛江市長（4期）、狛江市議会議員（6期）を歴任した。

## 来歴
東京都世田谷区生まれ。東京都立千歳高等学校卒業。大学受験を控えた19歳の頃、社会の不平等はなぜ生まれるのか思索し、現実的な社会変革、科学的な見方の必要性を感じ、日本民主青年同盟や日本共産党の考えに共鳴する。早稲田大学法学部入学後、日本民主青年同盟に加入。1年生の時に法学部自治会役員、2年生の時には早稲田大学生協役員になり、学生運動に参加する。1968年、大学3年生の時に日本共産党に入党した。
1970年、判例時報社に入社し、編集部員を務める。1972年には同社労働組合を結成、初代委員長に就任。1974年12月に同社編集次長に就任。
1974年、日本共産党の要請を受け、翌1975年の狛江市議会議員選挙に出馬し、当選。以後6期務める。
1996年、日本共産党や市民団体で構成される「新しい狛江をつくる市民会議」の要請を受け、6月に狛江市長選挙への出馬を表明する。市長選出馬の記者会見の直後、狛江市長の石井三雄が突如、辞職会見を開き、その後失踪する騒ぎが起こった。石井は韓国でのバカラ賭博により30億円以上の巨額の借金を抱えており、連日のように返済を求める債権者から追われていた。狛江市長選挙では、候補者の一本化の不調により保守系無所属の候補が複数擁立され、保守陣営が分裂。石井のスキャンダルの余波も手伝い、狛江市政の刷新を訴えた矢野が僅差で当選した。
初当選後、市庁舎に掲揚されている日章旗を降ろすよう市幹部に求めたが、市幹部の反対により日章旗の掲揚は続行された。後年、矢野は「ここで争っても市民生活は全く良くならない」とコメントしている。
市長就任後、矢野は狛江市議会で多数を占める自由民主党の要求を幾度も呑み、狛江市の予算案は毎年、自民・共産両党の賛成多数で議会を通過した。その一方で、議会からは「庁内の検討が不十分のまま条例案を提出した」「リーダーシップに欠ける」等の理由で、これまでに問責決議を3度可決された。度重なる減俸により、正規の給与が支払われた期間は任期の半分にも達しない。また、助役（副市長）選任議案は10年間否決され続け、不在のままだった。矢野に対する不信任決議の動議も自民党で検討されていたが、反市長派の内部対立や矢野市政に対する市民の低くない評価が手伝って、不信任決議案の提出は見送られその後共産党が議席を増やしたことにより提出の機会は無くなっている。
2000年6月の狛江市長選挙では新人3候補を退けて再選。2004年6月の狛江市長選挙では、自民・公明・民主・生活者ネットワーク・連合東京推薦の河西信美を、136票の僅差で破り3選。
2007年、民主党系会派に所属する狛江市議が多選制限条例の提出を市議会で主張したが、矢野は、多選制限は明らかに強制であり、憲法違反の疑いがある点を指摘し、反対。条例案は提出されたものの自民・共産の反対多数で否決されている。
2008年1月、衆議院予算委員会において安倍内閣の国土交通大臣・冬柴鐵三が、地方自治体の首長が全員、道路特定財源の維持を求める署名を行った事を根拠に、野党が求める道路特定財源の一般財源化を拒否した。しかし、後日約1800ある自治体の首長の中で6名が署名していない事実が判明し、冬柴は答弁の撤回を行った。東京都の首長で該当するのは矢野と国立市長・関口博の2名。
同年4月、4選出馬を表明。記者会見では前市長・石井の不祥事を強調し、汚職や不祥事のない市政の継続に向けて意欲を語った。6月の市長選挙には、自民・公明2党が推薦する前市議会議長の高橋清治、民主・国民新・日本・生活者ネットワーク4党が推薦する映画プロデューサーの伊藤正昭を破り、4選。
2012年5月17日、5選不出馬を表明、前狛江市議会議員の田辺良彦が矢野市政の継承を掲げて立候補を表明したが、6月24日に投開票された選挙では東京都公園協会理事長を務めた高橋都彦（民主、自民、公明、生活者ネット推薦）が当選した。
現在は平和・民主・革新の日本をめざす全国の会（全国革新懇）代表世話人を務める。

## 人物
- 趣味はテニス。

## 選挙歴
| 当落 | 選挙                     | 執行日        | 年齢 | 選挙区 | 政党   | 得票数    | 得票率 | 定数 | 得票順位 /候補者数 | 政党内比例順位 /政党当選者数 |
| ---- | ------------------------ | ------------- | ---- | ------ | ------ | --------- | ------ | ---- | ------------------ | ---------------------------- |
| 当   | 1975年狛江市議会議員選挙 | 1975年        | 29   | ――     |        |           |        | 1    | /                  | /                            |
| 当   | 1979年狛江市議会議員選挙 | 1979年        | 33   | ――     |        |           |        | 1    | /                  | /                            |
| 当   | 1984年狛江市議会議員選挙 | 1984年        | 37   | ――     |        |           |        | 1    | /                  | /                            |
| 当   | 1988年狛江市議会議員選挙 | 1988年        | 41   | ――     |        |           |        | 1    | /                  | /                            |
| 当   | 1992年狛江市議会議員選挙 | 1992年        | 45   | ――     |        |           |        | 1    | /                  | /                            |
| 当   | 1996年狛江市長選挙       | 1996年6月     | 49   | ――     |        |           |        | 1    | 1/                 | /                            |
| 当   | 2000年狛江市長選挙       | 2000年6月25日 | 53   | ――     | 無所属 | 1万9940票 |        | 1    | 1/4                | /                            |
| 当   | 2004年狛江市長選挙       | 2004年6月20日 | 57   | ――     | 無所属 | 1万5940票 |        | 1    | 1/2                | /                            |
| 当   | 2008年狛江市長選挙       | 2008年6月22日 | 61   | ――     | 無所属 | 1万3396票 | 43.83  | 1    | 1/3                | /                            |

## 著書
- 「福祉のひろば」43（通号408）「自治体首長インタビュー 矢野ゆたか・狛江市長にきく－くらし優先のまちづくりを市民と協働で－（特集・くらしの再生をもとめて（2）地域から展望をつくりだす）」、矢野ゆたか・福井典子 著、2003年
- 「季刊自治と分権」（15）「首長インタビュー(10)未来への地方自治-矢野ゆたか（東京・狛江市長）」、矢野ゆたか・白藤博行 著、2004年
- 「中小商工業研究」（84）「少子高齢社会での商店街の『にぎわい』-求められる地域との結びつき-」（特集2 少子高齢化時代を担う商店街の課題）、矢野ゆたか 著、2005年